# Джиральдони, Леоне
Леоне Джиральдони (в русской традиции известен как Лев Иванович Джиральдони, 4 июля 1824, Париж — 19 сентября 1897, Москва) — итальянский оперный певец (баритон) и композитор. Его крупнейшими ролями стали заглавные партии в опере Гаэтано Доницетти «Il duca d’Alba» (1882), а также операх Джузеппе Верди «Симон Бокканегра» и «Бал-маскарад» (1859).

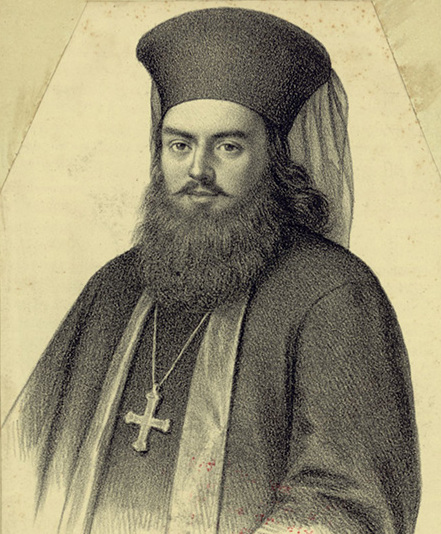
Портрет Леоне Джиральдони

## Биография
Леоне Джиральдони родился в 1824 году в Париже. Вокальное образование получил во Флоренции под руководством Луиджи Ронци. Его оперный дебют состоялся в 1847 году в оперном театре Лоди, где он исполнил партию Великого жреца в опере Джованни Пачини «Сафо». Затем в 1853 году Джиральдони дебютировал в Ла Скале, где он исполнил партию графа Луны в «Трубадуре» Верди в 1853 году. Эта партия осталась в репертуаре баритона вплоть до конца его карьеры, и неизменно он пел её по всей Европе с большим успехом. Последней ролью в оперной карьере Джиральдони стала заглавная партия в опере Филиппо Маркетти «Дон Жуан Австрийский», поставленной в Театро Костанци в Риме в 1885 году.
Джиральдони принадлежал к поколению баритонов середины XIX века, способных ставить требовательные новые произведения Верди, а также репертуар belcantistico, с образцовым для своей эпохи стилем и техническими навыками. На оперной сцене Джиральдони успешно конкурировал со своими современниками Франческо Грациани, Антонио Котоньи, Франческо Пандольфини и Адриано Панталеони.
После завершения артистической карьеры он создал несколько крупных работ по теории вокальной подготовки, преподавал сольное пение в Миланской консерватории, а с 1891 года — и в Московской консерватории. В Москве он же и умер в 1897 году.
Современники Джиральдони охарактеризовали его голос как теплый, приветливый и ровный. Он также считался достойным актёром, наделенным благородным и достойным сценическим мастерством и хорошей формулировкой, качествами, которые сделали его одним из любимых баритонов Верди.

## Известные постановки
- Дж. Верди — Симон Бокканегра (театр Ла Фениче, Венеция, 12 марта 1857) — Симон Бокканегра
- Акилле Пери — Витторе Пизани (Teatro Comunitativo di Reggio Emilia, 21 апреля 1857) — Витторе Пизани
- Дж. Верди — Бал-маскарад (театр Аполло, Рим, 17 февраля 1859) — Ренато
- Карло Педротти — Мазепа (Коммунальный театр Больньи, 3 декабря 1861) — Мазепа
- Филиппо Маркетти — Ромео и Джульетта (Театро Гранде, Триест, 25 октября 1865) — Парис
- Антонио Карлос Гомес — Кавалер Розы (Театр Карло Феличе, Генуя, 21 марта 1874) — Мазаньело
- Агустино Меркури — Скрипка дьявола (Коммунальный театр Кальи, 12 сентября 1878) — Маттео
- Гаэтано Доницетти — Герцог д’Альба (Teatro Apollo di Roma, Рим, 22 марта 1882) — Герцог д’Альба

## Личная жизнь
- Жена — Каролина Ферни, скрипачка и сопрано, профессор Санкт-Петербургской консерватории.
- Сын — Эудженио Джиральдони (1870—1924), стал сопоставимым с отцом ведущим баритоном. Исполнял партию барона Скарпиа на премьере оперы Джакомо Пуччини «Тоска».[1][4]
- Сын — Марио Джиральдони, преподаватель вокала.

## Научные труды, изданные в России
- Джиральдони Л. И. Аналитический метод воспитания голоса / Сост. проф. пения Имп. Моск. консерватории Л. Джиральдони. — 3-е изд. — Москва : П. Юргенсон, 1913. — 60 с.;
- Краткая аналитико-философская и физиологическая метода воспитания голоса / Соч. проф. пения Имп. Моск. консерватории, кавалера Л. Джиральдони. — Москва : П. Юргенсон, 1892. — 47 с.;

## Сочинения
- Te souviens-tu[5], романс для баритона и фортепиано